# دولورس مور
دولورس مور (بالإنجليزية: Dolores Moore)‏ هي لاعب كرة قاعدة أمريكية، ولدت في 27 أكتوبر 1932 في شيكاغو في الولايات المتحدة، وتوفيت في 31 أغسطس 2000 في بنسنفيل في الولايات المتحدة.